# Kepler-38b
Kepler-38b, nombrado en ocasiones Kepler-38 AB b al orbitar a dos estrellas, es un exoplaneta que orbita a la estrella Kepler-38. Fue descubierto por el Telescopio Espacial Kepler en 2012.
El planeta orbita un par de estrellas de secuencia principal con una masa respectivamente 0,95 y 0,25 veces  la del Sol. El radio de la primaria es de 1,7 veces la del Sol, y esto sugiere que a pesar basado todavía hidrógeno en su núcleo es una estrella más evolucionado.  Orosz y Walsh, lo que hace un promedio de los diferentes métodos de estimación, una edad de 10 ± 3 mil millones de años. La distancia entre los dos componentes es de aproximadamente 0,15  UA y se eclipsa una a la otra en un período de 18,8 días, igual a su periodo orbital.

## Enlaces extaernos
- “Validation of Kepler's Multiple Planet Candidates. II: Refined Statistical Framework and Descriptions of Systems of Special Interest” by Jack J. Lissauer, et al. NASA Ames Research Center, Moffett Field, CA 94035, USA
- “Validation of Kepler's Multiple Planet Candidates. III: Light Curve Analysis & Announcement of Hundreds of New Multi-planet Systems” by Jason F. Rowe, et al. NASA Ames Research Center, Moffett Field, CA 94035 and SETI Institute, Mountain View, CA 94043, USA

- Datos: Q3680382